# Les garses
Les garses és un dels drames teatrals més representatius d'Ignasi Iglésias i de l'anomenat "teatre d'idees". Estrenat al teatre Romea de Barcelona, el 25 de novembre de 1905, pertany a una època en què l'autor va passar d'un cert simbolisme al naturalisme. D'enorme ressò, va ser presentat en català també fora dels Països Catalans, com per exemple al Teatro de la Comedia de Madrid, on va ser retirat de manera sobtada.
Aquesta obra teatral va ser escrita en el primer decenni del segle xx, després d'haver entrat en contacte amb el grup L'Avenç, que va dotar el seu teatre d'un nou modernisme, naturalista i influït per Ibsen. En aquesta època va escriure de manera molt realista la majoria d'obres de temàtica obrera, tenint en compte que per a Iglésias, els treballadors no són només els oprimits o explotats sinó tots els que es guanyen la vida treballant. A Les garses, Iglésias defensa la dignitat del treball enfront de la fortuna fortuïta, que no només no dona la felicitat sinó que és font de lluites i rancúnia. Aquesta època de teatre sociològic va ser la que més popularitat li va donar.
Les garses ha estat considerat un estudi sobre l'ambició i la desconfiança que a poc a poc va separant el protagonista de la gent estimada. El final és moralitzant, defensant el treball enfront de la bohèmia. Així, el protagonista troba la felicitat, autoestima i autovàlua refugiant-se en el treball, amb la il·lusió que uneix els homes en un esforç comú.

## Repartiment de l'estrena
- Tresona: Adela Clemente.
- Lluïsa: Carme Jarque.
- Florentina: Antònia Baró.
- Malena: Pilar Forest.
- Quima: Montserrat Faura.
- Pelegrí: Jaume Borràs.
- Dragó: Joaquim Vinyas
- Andreu: August Barbosa.
- Bernat: Vicent Daroqui.
- Desconegut: Modest Santolària.
- Vicentet: Agustí Morató.
- Senyor Maties: Jaume Capdevila.
- Janot: Miquel Sirvent.
- Geroni: Jaume Virgili.
- Dionís: Josep Aragonès.
- Felip: Agustí Antiga.
- Borni: J. Capdevila Guerra.
- Ramon: Ferran Capdevila.

Director artístic: Jaume Borràs.

## Argument
És la història d'un barber que reparteix participacions de loteria entre els seus clients. El dècim toca i apareix el conflicte entre familiars, clients i veïns, la qual cosa farà que el barber acabi tractant-los de garses.